# Хомоеротичност
Хомоеротизам се односи на уметничко представљање еротске заинтересованости и привлачности између особа истог пола. Најчешће се среће у ликовној уметности и књижевности, а заступљен је и у сценској уметности.